# ليزا لوكاس
ليزا لوكاس (بالإنجليزية: Lisa Lucas)‏ هي ممثلة أمريكية، ولدت في 1961.

## وصلات خارجية
- ليزا لوكاس على موقع IMDb (الإنجليزية)
- ليزا لوكاس على موقع قاعدة بيانات الفيلم (الإنجليزية)